# Stambrøk
En stambrøk er en brøk hvor tælleren er lig med 1 for eksempel 1/2, 1/3 og 1/12 osv. Disse brøker blev brugt af egypterne i deres brøkregning. Alle brøker kan skrives som en sum af stambrøker. For eksempel er 13/15 = 1/2 + 1/3 + 1/30.
| Matematik | Spire Denne artikel om matematik er en spire som bør udbygges. Du er velkommen til at hjælpe Wikipedia ved at udvide den. |